# Barbula punctulata
Barbula punctulata là một loài Rêu trong họ Pottiaceae. Loài này được (Renauld & Paris) Broth. mô tả khoa học đầu tiên năm 1909.